# Фрай, Эмиль (музыкант)
Эмиль Фрай (нем. Emil Frey; 8 апреля 1889, Баден (Аргау), Швейцария) — 20 мая 1946, Цюрих) — швейцарский пианист, композитор и музыкальный педагог.
Учился в Женевской консерватории у Отто Барблана, Вилли Реберга и Йозефа Лаубера, затем в Парижской консерватории у Габриэля Форе и Шарля-Мари Видора. Окончив курс в Париже в 1906 году с первой премией по фортепиано, Фрай отправился в Берлин и затем в Бухарест, где некоторое время был придворным пианистом. В 1910 году Фрай получил первую премию проводившегося в Санкт-Петербурге конкурса имени Антона Рубинштейна за своё фортепианное трио. В 1912—1917 годах был профессором сольного фортепиано в Московской консерватории. Вернувшись в Швейцарию после революции в России, вплоть до смерти преподавал в Цюрихской консерватории; среди его учеников, в частности, Нико Кауфман. В 1930-е гг. нередко выступал в составе фортепианного дуэта с младшим братом, Вальтером Фраем.
Композиторское наследие Фрая включает две симфонии, фортепианный, скрипичный и виолончельный концерты, фортепианный квинтет, струнный квартет, другую камерную и вокальную музыку (в том числе романс «Молитва» на стихи Лермонтова, 1916). Фраю также принадлежит учебник «Осмысленная и состоявшаяся фортепианная игра и её технические основания» (нем. Bewußt gewordenes Klavierspiel und seine technischen Grundlagen; 1933).
Эмилю Фраю посвящена Первая фортепианная соната Джордже Энеску.